# دوز أغل
دوز أغل هي قرية في مقاطعة شوط‌، إيران. يقدر عدد سكانها بـ 173 نسمة بحسب إحصاء 2016.